# Dimbsthal
Dimbsthal là một xã thuộc tỉnh Bas-Rhin trong vùng Grand Est đông bắc Pháp.